# Museu das Aparições
O Museu das Aparições é um museu localizado na cidade de Fátima, no concelho de Ourém, distrito de Santarém, em Portugal.
Encontra-se situado na Rua Jacinta Marto, muito próximo do Santuário de Nossa Senhora de Fátima.
Este museu temático é dedicado às aparições de Fátima em 1917. Nele os visitantes podem assistir à recriação da aparições da Virgem Maria, ouvindo os Seus diálogos, à recriação da visão do inferno e do milagre do Sol. Para isso há um espetáculo de luzes em volta das 31 estátuas do local.
A visita pelo museu é guiada e dura 40 minutos.

## Novas atrações
Em 2017, em comemoração ao centenário das aparições de Fátima, a cidade receberá um novo núcleo museológico, que contará com um manuscrito inédito escrito por irmã Lúcia, no dia 18 de maio de 1998. O documento retrata, em seis linhas, o período em que a irmã esteve em Ourém.